# Catoria spilotaria
Catoria spilotaria là một loài bướm đêm trong họ Geometridae.